# Nguyễn Du

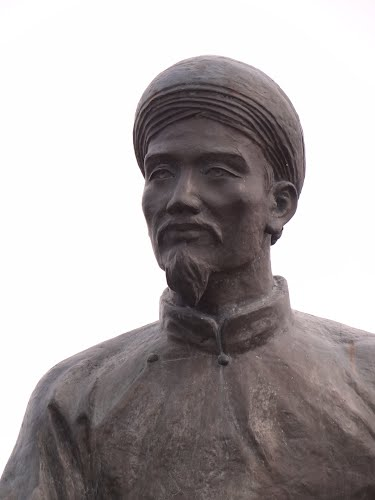
Nguyễn Du

Nguyễn Du (阮攸, 1766-1820, pseudónimos Tố Như y Thanh Hiên) es un poeta vietnamita célebre que escribió en chữ nôm, la antigua forma de escritura del país. Sobre todo es conocido por su poema de amor, el Truyện Kiều ("Cuento de Kieu", o 金雲翹, en chu nom).

## Biografía
Nguyen Du nació en 1766 en Tiên Điền, distrito de Nghi Xuân, provincia de Nghệ Tĩnh, en el norte de Vietnam. Era el séptimo de los 21 hijos de Nghiễm Nguyễn, un ex primer ministro de la dinastía Lê y su madre fue Trần Thị Tần, su tercera esposa. Su padre falleció cuando él tenía 10 años, y su madre tres años después. La mayor parte de los años de su adolescencia vivió con su hermano Khản Nguyễn, y posteriormente con su cuñado Đoàn Nguyễn Tuấn.
En 1802 obtiene un empleo militar y fue promovido a embajador en China en 1813.

## Obra
- Truyện Kiều.
- Thanh Hiên thi tập (recopilación poética de Thanh Hien),
- Nam Trung Tạp Ngâm
- Bắc Hành Tạp Lục.

## Truyện Kiều
Estos son los primeros versos de su más célebre poema :
Trăm năm trong cõi người ta,
Chữ tài chữ mệnh khéo là ghét nhau.
Trải qua một cuộc bể dâu,
Những điều trông thấy mà đau đớn lòng.
Lạ gì bỉ sắc tư phong,
Trời xanh quen thói má hồng đánh ghen.

### Traducción
Cien años en este corto período lo que la vida de un hombre,
El talento y el destino están en equilibrio en una amarga lucha.
Los océanos se convierten en campos de la madurez,
Una espectáculo desolador.
Más dones, menos oportunidades, como es la ley de la naturaleza,
Y el cielo azul se ve como celoso de las rosadas mejillas.
1. ↑  Patricia M. Pelley Postcolonial Vietnam: New Histories of the National Past 2002 Page 126 "Many postcolonial critics who focused on the masterpiece of Vietnamese literature — Nguyễn Du's narrative poem The Tale of Kiều — were tempted to interpret it as a critical, allegorical reflection on the rise of the Nguyễn dynasty."